# Kanton Montataire
Der Kanton Montataire ist seit 1973 ein französischer Wahlkreis in den Arrondissements Clermont und Senlis, im Département Oise und in der Region Hauts-de-France; sein Hauptort ist Montataire.

## Gemeinden
Der Kanton besteht aus 15 Gemeinden mit insgesamt 37.060 Einwohnern (Stand: 1. Januar 2022) auf einer Gesamtfläche von 120,55 km²:
| Gemeinde               | Einwohner 1. Januar 2022 | Fläche km² | Dichte Einw./km² | Code INSEE | Postleitzahl | Arrondissement |
| ---------------------- | ------------------------ | ---------- | ---------------- | ---------- | ------------ | -------------- |
| Balagny-sur-Thérain    | 1.639                    | 6,80       | 241              | 60044      | 60250        | Senlis         |
| Blaincourt-lès-Précy   | 1.187                    | 8,13       | 146              | 60074      | 60460        | Senlis         |
| Cires-lès-Mello        | 3.997                    | 16,73      | 239              | 60155      | 60660        | Senlis         |
| Cramoisy               | 804                      | 6,30       | 128              | 60173      | 60660        | Senlis         |
| Foulangues             | 193                      | 5,13       | 38               | 60249      | 60250        | Senlis         |
| Maysel                 | 214                      | 3,71       | 58               | 60391      | 60660        | Senlis         |
| Mello                  | 601                      | 3,35       | 179              | 60393      | 60660        | Senlis         |
| Montataire             | 13.944                   | 10,66      | 1.308            | 60414      | 60160        | Senlis         |
| Précy-sur-Oise         | 3.331                    | 9,65       | 345              | 60513      | 60460        | Senlis         |
| Rousseloy              | 283                      | 3,90       | 73               | 60551      | 60660        | Clermont       |
| Saint-Leu-d’Esserent   | 4.576                    | 13,08      | 350              | 60584      | 60340        | Senlis         |
| Saint-Vaast-lès-Mello  | 1.009                    | 7,97       | 127              | 60601      | 60660        | Senlis         |
| Thiverny               | 1.061                    | 2,06       | 515              | 60635      | 60160        | Senlis         |
| Ully-Saint-Georges     | 1.920                    | 18,71      | 103              | 60651      | 60730        | Senlis         |
| Villers-sous-Saint-Leu | 2.301                    | 4,37       | 527              | 60686      | 60340        | Senlis         |
| Kanton Montataire      | 37.060                   | 120,55     | 307              | 6013       | –            | –              |

Bis zur Neuordnung bestand der Kanton Montataire aus den 10 Gemeinden Blaincourt-lès-Précy, Cramoisy, Maysel, Mello, Montataire, Précy-sur-Oise, Saint-Leu-d’Esserent, Saint-Vaast-lès-Mello, Thiverny und Villers-sous-Saint-Leu. Sein Zuschnitt entsprach einer Fläche von 69,28 km2.

## Bevölkerungsentwicklung
| 1962   | 1968   | 1975   | 1982   | 1990   | 1999   | 2006   | 2011   |
| ------ | ------ | ------ | ------ | ------ | ------ | ------ | ------ |
| 18.669 | 20.422 | 24.965 | 26.033 | 26.589 | 26.376 | 26.704 | 27.708 |